# Сидоренко Сергій Степанович
Сергій Степанович Сидоренко (6 квітня 1916, село Солова Стародубського повіту Чернігівської губернії, тепер Стародубського району Брянської області, Російська Федерація — 14 квітня 2013, місто Кишинів, тепер Молдова) — молдавський радянський державний і профспілковий діяч, голова Молдавської республіканської ради профспілок. Член ЦК Комуністичної партії Молдавії. Депутат Верховної Ради Молдавської РСР 5—6-го і 9—11-го скликань. Депутат Верховної Ради СРСР 7—8-го скликань. Кандидат історичних наук (1968).

## Життєпис
Народився в селянській родині. У 1937 році закінчив фізико-математичний факультет Новозибківського вчительського інституту Брянської області.
У 1937—1939 роках — вчитель фізики і математики, завідувач навчальної частини Красноярівської середньої школи Сєришевського району Амурської області.
З грудня 1939 до березня 1946 року — в Червоній армії. Член ВКП(б) з 1940 року.
Учасник німецько-радянської і радянсько-японської війн. Був курсантом, служив командиром взводу, заступником командира роти, командиром стрілецької роти, командиром особливої десантно-штурмової роти в 2-й танковій бригаді та в 327-му стрілецькому полку 34-ї стрілецької дивізії 15-ї армії Далекосхідного фронту. У 1945—1946 роках — помічник начальника 1-го відділення відділу кадрів 35-ї армії 1-го Далекосхідного фронту. Був двічі поранений, контужений, інвалід війни ІІ-ї групи.
У 1946—1947 роках — інструктор, завідувач відділу Сороцького повітового комітету КП(б) Молдавії.
У 1947—1952 роках — інструктор, завідувач сектору, відповідальний організатор ЦК КП(б) Молдавії.
У 1952—1953 роках — завідувач відділу Бєльцького окружного комітету КП(б) Молдавії.
У 1953 році закінчив заочно Кишинівський державний педагогічний інститут імені Крянге.
У 1953—1957 роках — секретар, 2-й секретар Бєльцького міського комітету КП Молдавії.
У 1957—1960 роках — 1-й секретар Бєльцького міського комітету КП Молдавії.
У 1960 — січні 1972 року — голова Молдавської республіканської ради професійних спілок.
У 1972 — 21 листопада 1980 року — голова Державного комітету Молдавської РСР з професійно-технічної освіти.
У листопаді 1980 — 1986 року — заступник голови Президії Верховної ради Молдавської РСР.
Потім — на пенсії. Помер 14 квітня 2013 року в Кишиневі. 

## Звання
- капітан
- майор
- підполковник

## Нагороди
- орден Жовтневої Революції
- орден Червоного Прапора
- орден Вітчизняної війни І ст. (6.04.1985)
- два ордени Трудового Червоного Прапора
- орден Червоної Зірки (9.09.1945)
- орден «Знак Пошани»
- медаль «За перемогу над Німеччиною у Великій Вітчизняній війні 1941—1945 рр.» (1945)
- медаль «За перемогу над Японією» (1945)
- медалі